# Litany for the Whale
Litany for the Whale (Litania para a Baleia) é uma obra de John Cage para duas vozes de igual altura, escrita em 1980. Faz parte das obras vocais de John Cage, com a ária dedicada a Cathy Berberian em 1958 ou o Roaratorio de 1980. Consiste numa recitação e trinta e dois responsos a cappella.
Paul Hillier (que registou a Litania) conta que John Cage pediu que as vozes solistas cantassem de costas para o público, embora tal não esteja indicado na partitura.